# Tipula pseudofulvipennis
Tipula pseudofulvipennis là một loài ruồi trong họ Ruồi hạc (Tipulidae). Chúng phân bố ở vùng Indomalaya.